# Антоні Шунянс

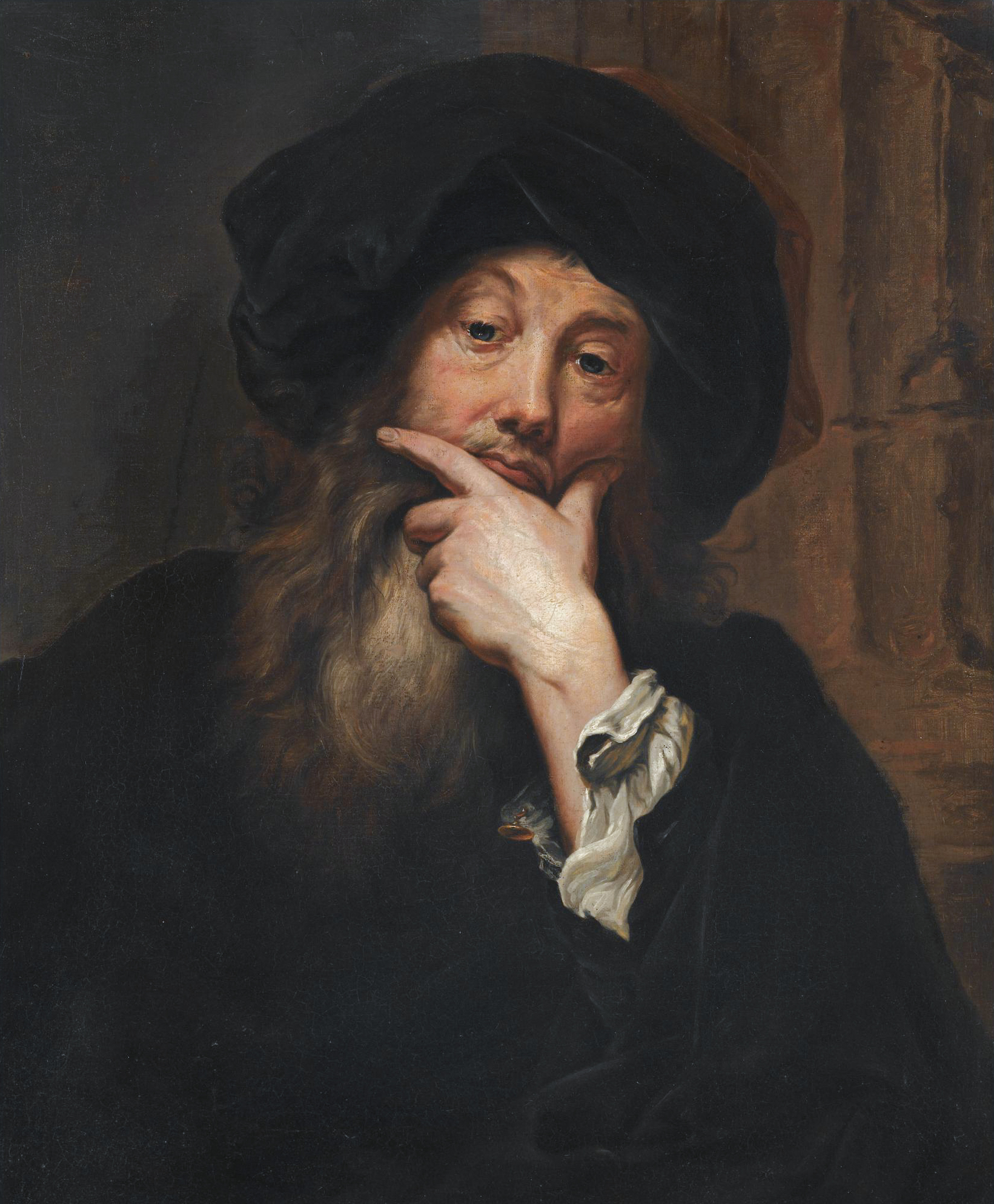
Автопортрет

Антоні Шуньянс, на прізвисько Пархасіус (1655 — 13 серпня 1726) — фламандський художник, відомий своїми портретами, а також історичними картинами. Після навчання в Антверпені він зробив міжнародну кар'єру, під час якої він працював у різних країнах Європи, включаючи Францію, Італію, Німеччину, Австрію, Голландську Республіку та Данію. Був придворним художником у Відні, Копенгагені, Берліні та Дюссельдорфі.

## Життєпис
Шунянс народився в Нінове в родині Йоанна Шуняна, торговця вином, і Анни де Грюйтере, і був охрещений 5 березня 1655 року. У 1668—1669 роках гільдії в Антверпені він став учнем Еразма Квелліна II і сина цього майстра Яна-Еразма Квелліна. З 1674 по 1677 рік художник проживав у Реймсі, а також деякий час перебував у Парижі.

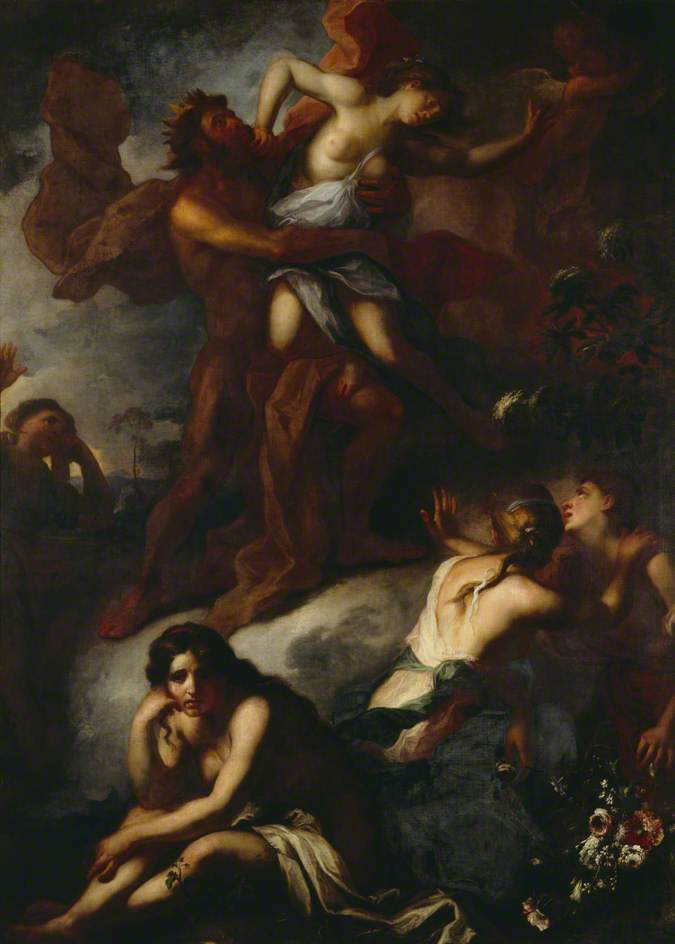
Зґвалтування Прозерпіни

У 1674 році його мати зустрілася зі своїм сином Антонієм у Реймсі. Він залишив Францію і з 6 січня 1675 року жив у Римі, де познайомився з італійським бароко. У Римі він проживав разом із художником-квіткарем Карелом де Фогелаером на вулиці Маргутта. Як і його вчителі до нього, він приєднався в 1674 році до «Перелітних птахів», товариства переважно фламандських і голландських художників, які працювали в Римі, і взяв собі прізвисько «Парасій», ймовірно, на честь відомого художника кінця V століття до нашої ери, який працював в Афінах. У 1686 році в Ліоні згадується Антон Шуньянс.
До 1693 року Шунянс переїхав до Відня, де в 1695 році став придворним художником імператора Леопольда I. Він не був членом суду. У цей період його учнем був швейцарський художник Георг Ґзелль. У квітні 1796 року Шунянс подорожував до Франкфурта-на-Майні, Касселя та Гамбурга разом із фламандським художником Яном Франсом ван Дувеном. 26 квітня 1796 року він прибув до кінцевого пункту своєї подорожі — Копенгагена. Данський двір запросив Шуняна написати портрети королівської родини. Пізніше він повернувся до Відня, де в 1695 році одружився з оперною співачкою Марією Регіною Швейцер. Він написав вівтарний образ Мучеництва святого Себастьяна для церкви Святого Роха та Відвідини Марії для собору Святого Стефана у Відні.

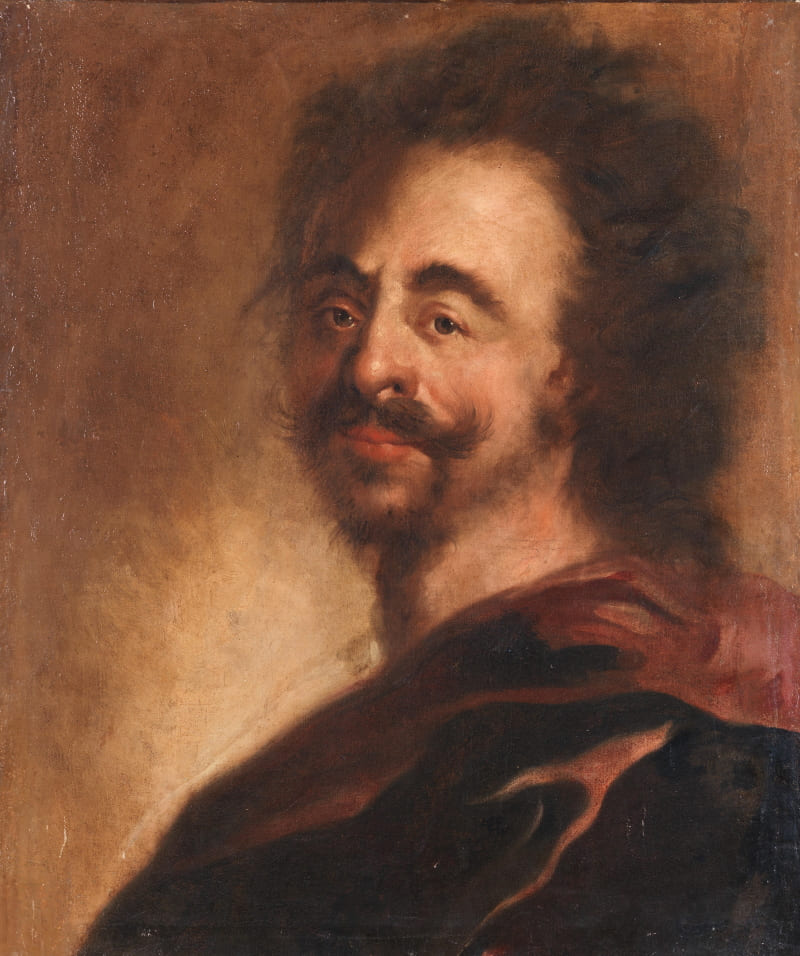
Портрет московського царя Петра І

У 1702 році Шунянс і його дружина поїхали до Берліна, мабуть, на запрошення королеви Пруссії Софі Шарлотти. Як повідомляється, австрійський імператор був засмучений поїздкою Шуняна до Берліна. У Берліні до пари приєднався композитор Джованні Бонончіні. Під час свого перебування в Берліні Шуньянс пообіцяв королеві Софі Шарлотті розписати стелю, кімнати та галереї замку Шарлоттенбург, її резиденції в Берліні. У травні 1703 року він поїхав до Гааги, де зупинився у ювеліра на ім'я Спайк, якого він знав ще з Риму. Пізніше він виїхав до Амстердама, де пробув один рік. Біограф нідерландського художника Ян ван Ґол описав у своїй «Nieuw Schouburg» цей період життя Шуняна в Нідерландській Республіці та з презирством відзначив «несимпатичний характер художника». Софі Шарлотта просила через різних посередників викликати цього «химерного» чоловіка повернутися до Берліна. Королева була не лише або насамперед зацікавлена у поверненні художника, але більше хотіла вітати його дружину, чиї співочі навички їй особливо подобалися. Для королеви Шунянс написав портрети її сина, а також композиторів Джованні Бонончіні та Аттіліо Аріості.
У 1704 році Шунджанс подорожував до Англії, де намалював сходи в Монтегю Хаус, Блумсбері, а також зробив портрет якогось лікаря Пітерса. Повідомляється, що в 1706 році Антун Шуньянс дав кілька уроків голландській художниці квітів Маргареті Гаверман.
Пізніше Шуньянс переїхав до Дюссельдорфа, щоб працювати при дворі Йоганна Вільгельма, курфюрста пфальцького, який був відомим любителем мистецтва і запросив до свого двору велику кількість голландських і фламандських художників. Він написав портрет монарха та його дружини. У цей період він зробив багато малюнків, багато з яких досі знаходяться в музеї Кунстпаласт у Дюссельдорфі. Після смерті курфюрста Йоганна Вільгельма в 1716 році Шунянс повернувся до Відня. Він також працював у Словенії в «Крижанській церкві» разом з Йоганном Міхаелем Ротмайром. У 1726 році він перебував у Брно (Чехія), де написав картину «Св. Ян Непомуцький». Свої останні роки він провів на пенсії в Перхтольдсдорфі.
Шунянс також володів будинком у Відні, де він помер 13 серпня 1726 року від «innerlicher Brand» (внутрішнього запалення).

## Праці
Антоні Шунянс малював історичні твори, міфологічні сюжети, релігійні сюжети та портрети.

## Галерея

Картини Антоні Шуньянса
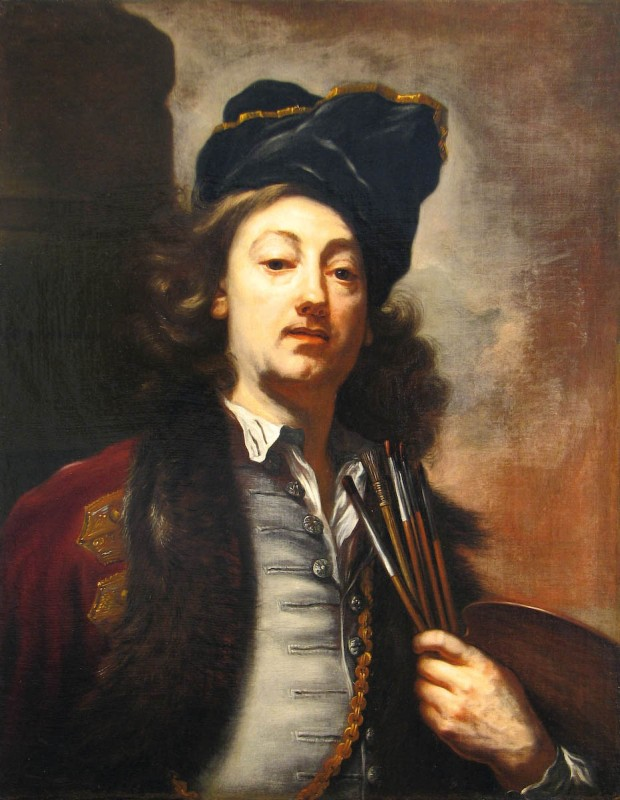
Автопортрет
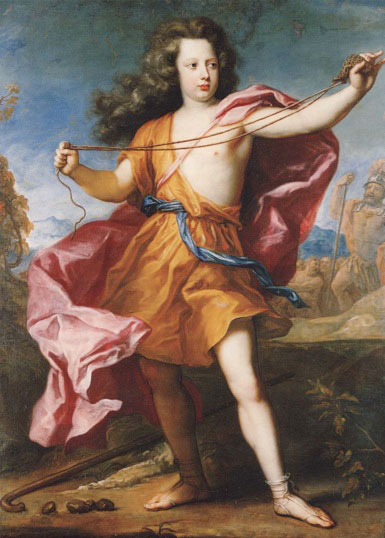
Портрет наслідного принца Фредеріка Вільяма в ролі Давида з пращею
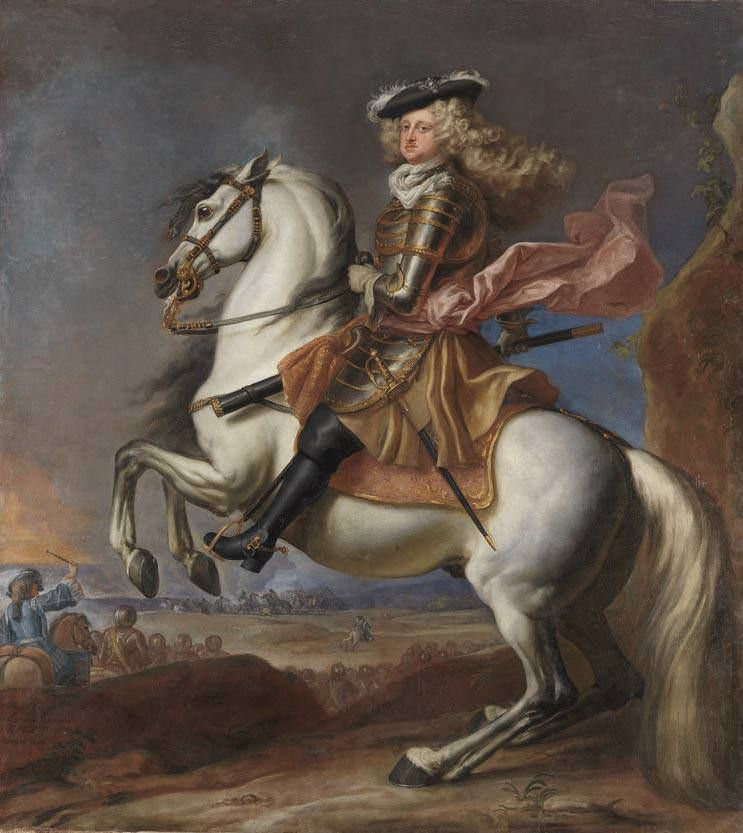
Портрет Йоганна Вільгельма, курфюрста пфальцького
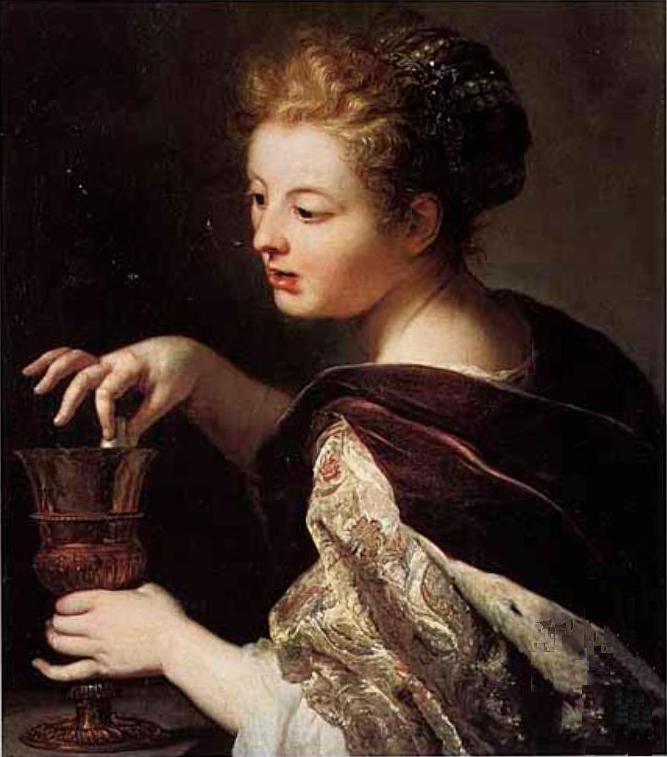
Клеопатра кладе перлину у вино, 1706 рік
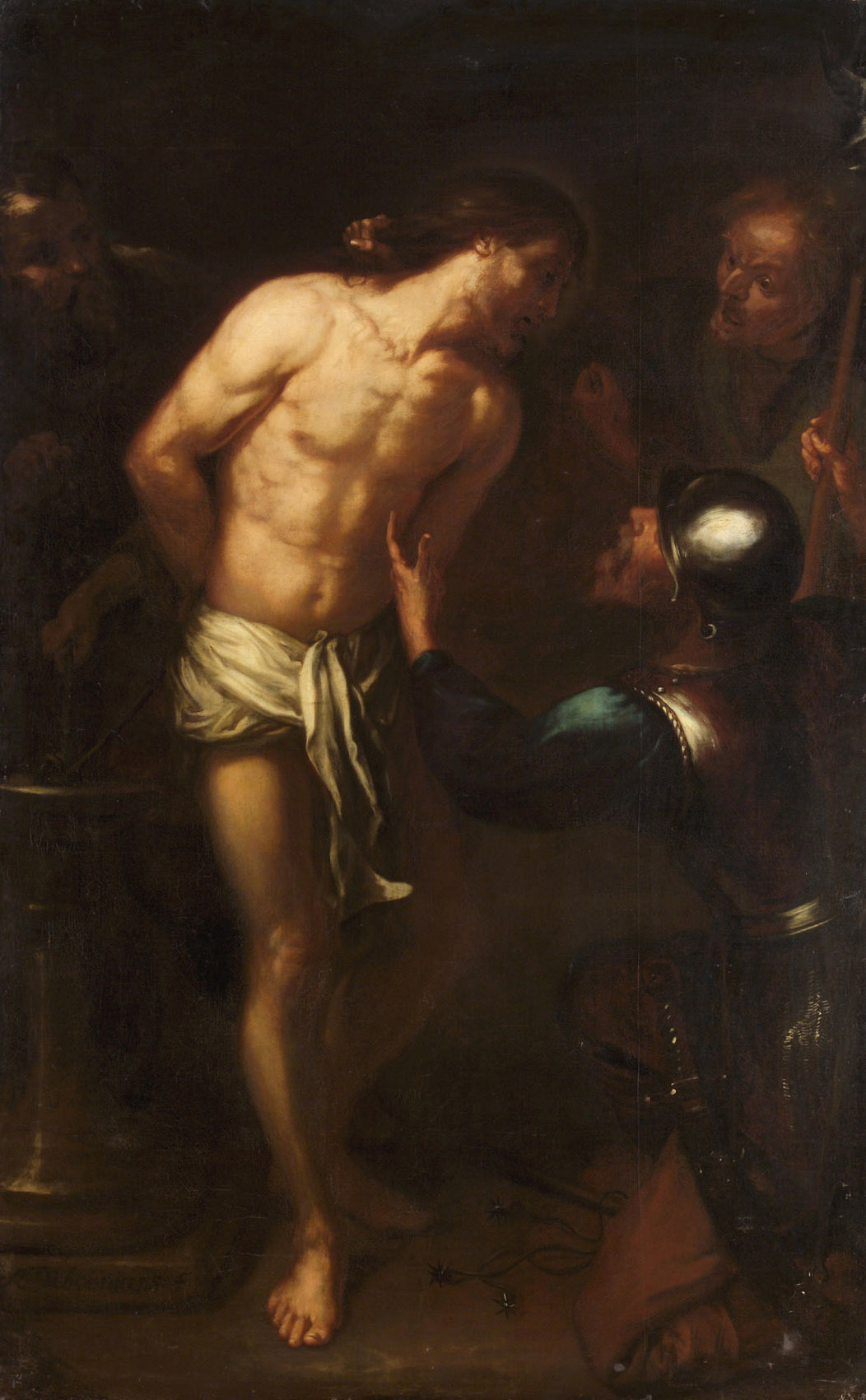
Бичування Христа